# Frustration

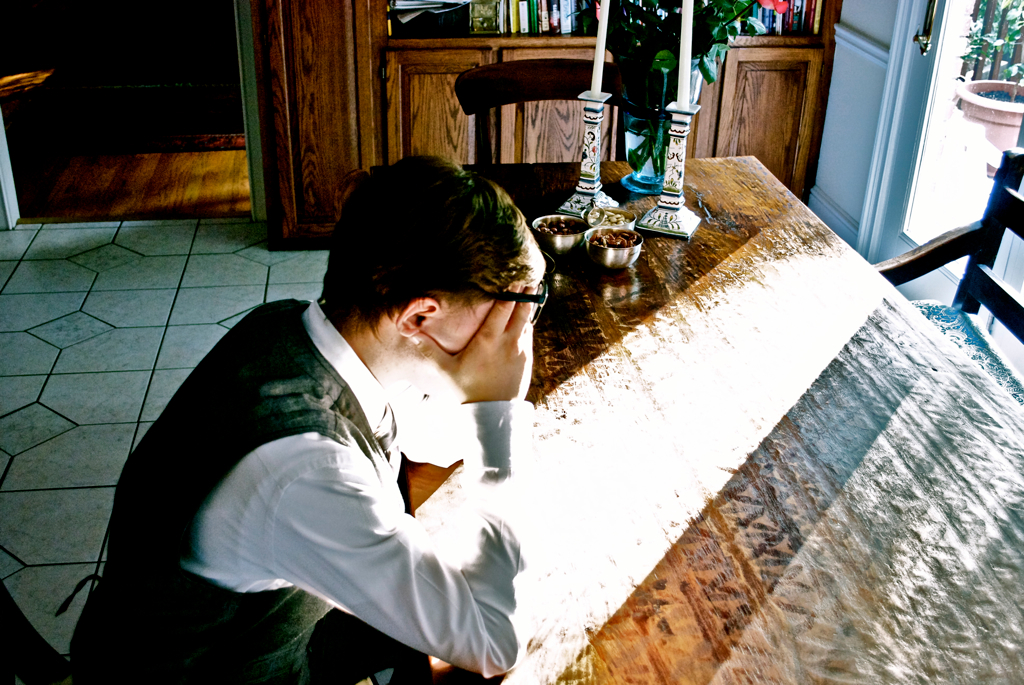
Frustration

Eine Frustration ist das Erlebnis eines unfreiwilligen Verzichts auf Erfüllung einer Erwartung oder eines Wunsches. Im Gegensatz zur Depression, welche eine tiefer verankerte psychische Erkrankung darstellt, handelt es sich bei der Frustration in der Regel um ein temporär begrenztes Empfinden einzelner Situationen. 

## Etymologie und Sprachgebrauch
Das Wort Frustration kommt von lat. frustra = vergeblich bzw. frustratio = „Täuschung einer Erwartung“.
In der Umgangssprache wird der Begriff Frust verwandt, um ein Gefühl des Missmuts bzw. der Verdrossenheit zu benennen.
Das Eigenschaftswort frustran wird in ärztlichen Befunden eingesetzt, um zum Beispiel die Vergeblichkeit einer Therapie darzustellen. Gemeint ist „vergeblich“, „ohne Effekt“.

## Perspektive der klassischen Psychoanalyse
Ursachen der Frustration können in einer unzuträglichen Konstellation in der äußeren Welt (äußere Frustration) oder einer durch das Unbewusste erzeugten Versagung von Triebwünschen durch das Über-Ich (innere Frustration) liegen. Ebenso entsteht Frustration durch tatsächliche oder vermeintliche Benachteiligungen, enttäuschte Erwartungen und erlittene Ungerechtigkeiten, welche sich in einem Zustand der Enttäuschung äußern. Unmittelbare negative Folgen können Aggressionen sein, längerfristige ein Burnout-Syndrom oder die oben erwähnte Depression.

## Frustrationszustand
Der Frustrationszustand kann entweder als intervenierende Variable aus seinen Folgen erschlossen oder auch direkt erfasst werden, zum Beispiel mit Hilfe psychophysiologischer Messungen. Er ist von der Frustrationstoleranz eines Individuums abhängig, das heißt von der individuellen Fähigkeit, frustrierende Bedingungen zu ertragen.
Die Frustrationsreaktionen können in extrapunitive, intropunitive und
impunitive (punitiv ~ strafend) eingeteilt werden. Der Betroffene konstruiert demnach verschiedene Ursache-Wirkungs-Zusammenhänge:
Bei den extrapunitiven Frustrationsreaktionen werden äußere Faktoren als Frustrationsursachen identifiziert, zum Beispiel andere Personen. Bei den intropunitiven werden die Ursachen in der eigenen Person aufgefasst. Die Bagatellisierung der Frustrationsursachen ist eine impunitive Frustrationsreaktion.

## Frustrationshypothesen
In Psychologie und Verhaltensbiologie werden unterschiedliche Hypothesen diskutiert, wie die Frustrations-Aggressions-Hypothese, die Frustrations-Regressions-Hypothese und die Frustrations-Fixierungs-Hypothese. Die Frustration kann sich äußern in Aggression, Depression, Regression, Rationalisierung oder Sublimation (siehe auch Abwehrmechanismus).
Der Begriff Frustration kennzeichnet nicht die Faktoren, die eine Zielerreichung behindern, sondern den Zustand und seine Folgen. Frustrierende Faktoren sind
- äußere, wie z. B. eine Gewaltandrohung oder eine 'Zwickmühle' (Entscheidungs-Dilemma), Mangel an Befriedigungsgelegenheiten, oder
- innere, wie Selbstbeherrschung oder Gewissensforderungen.

Auch unsystematischer Wechsel von Belohnung und Bestrafung oder zeitliche Verzögerung von Befriedigungszuständen gelten als Frustrationsfaktoren; sie können bei Kindern zu einer unsicheren Bindung führen.